# Wereldkampioenschap handbal vrouwen 2007
Het 18de wereldkampioenschap handbal voor vrouwen vond plaats van 2 december tot 16 december 2007 in Frankrijk. 24 teams namen deel aan de strijd om de wereldtitel.

## Voorronde

### Groep A (Pau)
| № | Land       | Wedstrijden | Wedstrijden | Wedstrijden | Wedstrijden | Doelpunten | Doelpunten | Doelpunten | Punten |
| - | ---------- | ----------- | ----------- | ----------- | ----------- | ---------- | ---------- | ---------- | ------ |
| № | Land       | G           | W           | G           | V           | V          | T          | Saldo      | Punten |
| 1 | Frankrijk  | 3           | 3           | 0           | 0           | 96         | 58         | +38        | 6      |
| 2 | Kroatië    | 3           | 2           | 0           | 1           | 96         | 71         | +25        | 4      |
| 3 | Kazachstan | 3           | 1           | 0           | 2           | 71         | 88         | –17        | 2      |
| 4 | Argentinië | 3           | 0           | 0           | 3           | 52         | 98         | –46        | 0      |

| 2 december 2007 |         |            |  |
| Kroatië         | 35 – 25 | Kazachstan |  |
| Frankrijk       | 37 – 12 | Argentinië |  |
| 3 december 2007 |         |            |  |
| Argentinië      | 18 – 35 | Kroatië    |  |
| Kazachstan      | 20 – 31 | Frankrijk  |  |
| 4 december 2007 |         |            |  |
| Argentinië      | 22 – 26 | Kazachstan |  |
| Frankrijk       | 28 – 26 | Kroatië    |  |

### Groep B (Saint-Brieuc)
| № | Land      | Wedstrijden | Wedstrijden | Wedstrijden | Wedstrijden | Doelpunten | Doelpunten | Doelpunten | Punten |
| - | --------- | ----------- | ----------- | ----------- | ----------- | ---------- | ---------- | ---------- | ------ |
| № | Land      | G           | W           | G           | V           | V          | T          | Saldo      | Punten |
| 1 | Rusland   | 3           | 2           | 1           | 0           | 98         | 60         | +38        | 5      |
| 2 | Macedonië | 3           | 2           | 0           | 1           | 78         | 62         | +16        | 4      |
| 3 | Brazilië  | 3           | 1           | 1           | 1           | 89         | 66         | +23        | 3      |
| 4 | Australië | 3           | 0           | 0           | 3           | 29         | 106        | –77        | 0      |

| 2 december 2007 |         |           |  |
| Brazilië        | 36 – 29 | Australië |  |
| Rusland         | 27 – 22 | Macedonië |  |
| 3 december 2007 |         |           |  |
| Australië       | 7 – 40  | Rusland   |  |
| Macedonië       | 26 – 22 | Brazilië  |  |
| 4 december 2007 |         |           |  |
| Macedonië       | 30 – 13 | Australië |  |
| Rusland         | 31 – 31 | Brazilië  |  |

### Groep C (Lyon)
| № | Land                   | Wedstrijden | Wedstrijden | Wedstrijden | Wedstrijden | Doelpunten | Doelpunten | Doelpunten | Punten |
| - | ---------------------- | ----------- | ----------- | ----------- | ----------- | ---------- | ---------- | ---------- | ------ |
| № | Land                   | G           | W           | G           | V           | V          | T          | Saldo      | Punten |
| 1 | Noorwegen              | 3           | 3           | 0           | 0           | 107        | 65         | +42        | 6      |
| 2 | Angola                 | 3           | 2           | 0           | 1           | 100        | 74         | +26        | 4      |
| 3 | Oostenrijk             | 3           | 1           | 0           | 2           | 74         | 85         | –11        | 2      |
| 4 | Dominicaanse Republiek | 3           | 0           | 0           | 3           | 58         | 115        | –57        | 0      |

| 2 december 2007        |         |                        |  |
| Oostenrijk             | 32 – 19 | Dominicaanse Republiek |  |
| Noorwegen              | 32 – 26 | Angola                 |  |
| 3 december 2007        |         |                        |  |
| Dominicaanse Republiek | 19 – 42 | Noorwegen              |  |
| Angola                 | 33 – 22 | Oostenrijk             |  |
| 4 december 2007        |         |                        |  |
| Noorwegen              | 33 – 20 | Oostenrijk             |  |
| Angola                 | 41 – 20 | Dominicaanse Republiek |  |

### Groep D (Toulon)
| № | Land     | Wedstrijden | Wedstrijden | Wedstrijden | Wedstrijden | Doelpunten | Doelpunten | Doelpunten | Punten |
| - | -------- | ----------- | ----------- | ----------- | ----------- | ---------- | ---------- | ---------- | ------ |
| № | Land     | G           | W           | G           | V           | V          | T          | Saldo      | Punten |
| 1 | Roemenië | 3           | 3           | 0           | 0           | 108        | 83         | +25        | 6      |
| 2 | Polen    | 3           | 2           | 0           | 1           | 89         | 81         | +8         | 4      |
| 3 | Tunesië  | 3           | 1           | 0           | 2           | 74         | 95         | –21        | 2      |
| 4 | China    | 3           | 0           | 0           | 3           | 76         | 88         | –12        | 0      |

| 2 december 2007 |         |          |  |
| Polen           | 29 – 23 | Tunesië  |  |
| Roemenië        | 31 – 29 | China    |  |
| 3 december 2007 |         |          |  |
| Tunesië         | 21 – 39 | Roemenië |  |
| China           | 20 – 27 | Polen    |  |
| 4 december 2007 |         |          |  |
| China           | 27 – 30 | Tunesië  |  |
| Roemenië        | 38 – 33 | Polen    |  |

### Groep E (Nîmes)
| № | Land              | Wedstrijden | Wedstrijden | Wedstrijden | Wedstrijden | Doelpunten | Doelpunten | Doelpunten | Punten |
| - | ----------------- | ----------- | ----------- | ----------- | ----------- | ---------- | ---------- | ---------- | ------ |
| № | Land              | G           | W           | G           | V           | V          | T          | Saldo      | Punten |
| 1 | Hongarije         | 3           | 2           | 1           | 0           | 94         | 77         | +17        | 5      |
| 2 | Spanje            | 3           | 2           | 1           | 0           | 91         | 79         | +12        | 5      |
| 3 | Congo-Brazzaville | 3           | 1           | 0           | 2           | 76         | 90         | –14        | 2      |
| 4 | Japan             | 3           | 0           | 0           | 3           | 88         | 103        | –15        | 0      |

| 2 december 2007   |         |                   |  |
| Spanje            | 29 – 24 | Congo-Brazzaville |  |
| Hongarije         | 35 – 31 | Japan             |  |
| 3 december 2007   |         |                   |  |
| Congo-Brazzaville | 20 – 33 | Hongarije         |  |
| Japan             | 29 – 36 | Spanje            |  |
| 4 december 2007   |         |                   |  |
| Japan             | 28 – 32 | Congo-Brazzaville |  |
| Hongarije         | 26 – 26 | Spanje            |  |

### Groep F (Nantes)
| № | Land       | Wedstrijden | Wedstrijden | Wedstrijden | Wedstrijden | Doelpunten | Doelpunten | Doelpunten | Punten |
| - | ---------- | ----------- | ----------- | ----------- | ----------- | ---------- | ---------- | ---------- | ------ |
| № | Land       | G           | W           | G           | V           | V          | T          | Saldo      | Punten |
| 1 | Duitsland  | 3           | 3           | 0           | 0           | 103        | 59         | +44        | 6      |
| 2 | Zuid-Korea | 3           | 2           | 0           | 1           | 102        | 69         | +33        | 4      |
| 3 | Oekraïne   | 3           | 1           | 0           | 2           | 89         | 69         | +20        | 2      |
| 4 | Paraguay   | 3           | 0           | 0           | 3           | 41         | 138        | –97        | 0      |

| 2 december 2007 |         |            |  |
| Duitsland       | 26 – 21 | Oekraïne   |  |
| Zuid-Korea      | 50 – 12 | Paraguay   |  |
| 3 december 2007 |         |            |  |
| Paraguay        | 12 – 45 | Duitsland  |  |
| Oekraïne        | 25 – 26 | Zuid-Korea |  |
| 4 december 2007 |         |            |  |
| Duitsland       | 32 – 26 | Zuid-Korea |  |
| Oekraïne        | 43 – 17 | Paraguay   |  |

## Presidents-Cup (13de-24ste plaats)

### Groep I (Beauvais)
| № | Land       | Wedstrijden | Wedstrijden | Wedstrijden | Wedstrijden | Doelpunten | Doelpunten | Doelpunten | Punten |
| - | ---------- | ----------- | ----------- | ----------- | ----------- | ---------- | ---------- | ---------- | ------ |
| № | Land       | G           | W           | G           | V           | V          | T          | Saldo      | Punten |
| 1 | Brazilië   | 2           | 2           | 0           | 0           | 74         | 38         | +36        | 4      |
| 2 | Oostenrijk | 2           | 1           | 0           | 1           | 44         | 58         | –14        | 2      |
| 3 | Kazachstan | 2           | 0           | 0           | 2           | 39         | 61         | –22        | 0      |

| 6 december 2007 |         |            |  |
| Kazachstan      | 19 – 36 | Brazilië   |  |
| 7 december 2007 |         |            |  |
| Kazachstan      | 20 – 25 | Oostenrijk |  |
| 8 december 2007 |         |            |  |
| Brazilië        | 38 – 19 | Oostenrijk |  |

### Groep II (Beauvais)
| № | Land              | Wedstrijden | Wedstrijden | Wedstrijden | Wedstrijden | Doelpunten | Doelpunten | Doelpunten | Punten |
| - | ----------------- | ----------- | ----------- | ----------- | ----------- | ---------- | ---------- | ---------- | ------ |
| № | Land              | G           | W           | G           | V           | V          | T          | Saldo      | Punten |
| 1 | Oekraïne          | 2           | 2           | 0           | 0           | 62         | 54         | +8         | 4      |
| 2 | Tunesië           | 2           | 1           | 0           | 1           | 50         | 47         | +3         | 2      |
| 3 | Congo-Brazzaville | 2           | 0           | 0           | 2           | 44         | 55         | –11        | 0      |

| 6 december 2007   |         |                   |  |
| Tunesië           | 24 – 16 | Congo-Brazzaville |  |
| 7 december 2007   |         |                   |  |
| Tunesië           | 26 – 31 | Oekraïne          |  |
| 8 december 2007   |         |                   |  |
| Congo-Brazzaville | 28 – 31 | Oekraïne          |  |

### Groep III (Plaisir)
| № | Land                   | Wedstrijden | Wedstrijden | Wedstrijden | Wedstrijden | Doelpunten | Doelpunten | Doelpunten | Punten |
| - | ---------------------- | ----------- | ----------- | ----------- | ----------- | ---------- | ---------- | ---------- | ------ |
| № | Land                   | G           | W           | G           | V           | V          | T          | Saldo      | Punten |
| 1 | Argentinië             | 2           | 2           | 0           | 0           | 52         | 29         | +23        | 4      |
| 2 | Dominicaanse Republiek | 2           | 1           | 0           | 1           | 46         | 35         | +11        | 2      |
| 3 | Australië              | 2           | 0           | 0           | 2           | 23         | 57         | –34        | 0      |

| 6 december 2007 |         |                        |  |
| Argentinië      | 31 – 9  | Australië              |  |
| 7 december 2007 |         |                        |  |
| Argentinië      | 21 – 20 | Dominicaanse Republiek |  |
| 8 december 2007 |         |                        |  |
| Australië       | 14 – 26 | Dominicaanse Republiek |  |

### Groep IV (Plaisir)
| № | Land     | Wedstrijden | Wedstrijden | Wedstrijden | Wedstrijden | Doelpunten | Doelpunten | Doelpunten | Punten |
| - | -------- | ----------- | ----------- | ----------- | ----------- | ---------- | ---------- | ---------- | ------ |
| № | Land     | G           | W           | G           | V           | V          | T          | Saldo      | Punten |
| 1 | Japan    | 2           | 2           | 0           | 0           | 66         | 30         | +36        | 4      |
| 2 | China    | 2           | 1           | 0           | 1           | 45         | 44         | +1         | 2      |
| 3 | Paraguay | 2           | 0           | 0           | 2           | 22         | 59         | –37        | 0      |

| 6 december 2007 |         |          |  |
| China           | 22 – 30 | Japan    |  |
| 7 december 2007 |         |          |  |
| China           | 23 – 14 | Paraguay |  |
| 8 december 2007 |         |          |  |
| Japan           | 36 – 8  | Paraguay |  |

## Hoofdronde

### Groep M I (Metz)
| № | Land      | Wedstrijden | Wedstrijden | Wedstrijden | Wedstrijden | Doelpunten | Doelpunten | Doelpunten | Punten |
| - | --------- | ----------- | ----------- | ----------- | ----------- | ---------- | ---------- | ---------- | ------ |
| № | Land      | G           | W           | G           | V           | V          | T          | Saldo      | Punten |
| 1 | Noorwegen | 5           | 4           | 0           | 1           | 147        | 124        | +23        | 8      |
| 2 | Rusland   | 5           | 4           | 0           | 1           | 149        | 116        | +33        | 8      |
| 3 | Angola    | 5           | 3           | 0           | 2           | 149        | 152        | –3         | 6      |
| 4 | Frankrijk | 5           | 3           | 0           | 2           | 130        | 133        | –3         | 6      |
| 5 | Kroatië   | 5           | 0           | 1           | 4           | 137        | 156        | –19        | 1      |
| 6 | Macedonië | 5           | 0           | 1           | 4           | 121        | 152        | –31        | 1      |

| 6 december 2007  |         |           |  |
| Kroatië          | 25 – 30 | Rusland   |  |
| Frankrijk        | 27 – 29 | Angola    |  |
| Macedonië        | 22 – 34 | Noorwegen |  |
| 8 december 2007  |         |           |  |
| Macedonië        | 23 – 29 | Frankrijk |  |
| Kroatië          | 28 – 34 | Angola    |  |
| Noorwegen        | 22 – 21 | Rusland   |  |
| 9 december 2007  |         |           |  |
| Macedonië        | 25 – 33 | Angola    |  |
| Noorwegen        | 35 – 29 | Kroatië   |  |
| Rusland          | 31 – 20 | Frankrijk |  |
| 11 december 2007 |         |           |  |
| Angola           | 27 – 40 | Rusland   |  |
| Frankrijk        | 26 – 24 | Noorwegen |  |
| Macedonië        | 29 – 29 | Kroatië   |  |

### Groep M II (Dijon)
| № | Land       | Wedstrijden | Wedstrijden | Wedstrijden | Wedstrijden | Doelpunten | Doelpunten | Doelpunten | Punten |
| - | ---------- | ----------- | ----------- | ----------- | ----------- | ---------- | ---------- | ---------- | ------ |
| № | Land       | G           | W           | G           | V           | V          | T          | Saldo      | Punten |
| 1 | Roemenië   | 5           | 4           | 0           | 1           | 164        | 137        | +27        | 8      |
| 2 | Duitsland  | 5           | 3           | 1           | 1           | 151        | 145        | +6         | 7      |
| 3 | Hongarije  | 5           | 2           | 2           | 1           | 144        | 144        | 0          | 6      |
| 4 | Zuid-Korea | 5           | 2           | 0           | 3           | 147        | 150        | –3         | 4      |
| 5 | Spanje     | 5           | 1           | 1           | 3           | 127        | 144        | –17        | 3      |
| 6 | Polen      | 5           | 1           | 0           | 4           | 154        | 167        | –13        | 2      |

| 6 december 2007  |         |            |  |
| Roemenië         | 31 – 27 | Zuid-Korea |  |
| Spanje           | 25 – 30 | Duitsland  |  |
| Polen            | 26 – 28 | Hongarije  |  |
| 8 december 2007  |         |            |  |
| Duitsland        | 30 – 30 | Hongarije  |  |
| Polen            | 33 – 37 | Zuid-Korea |  |
| Spanje           | 19 – 32 | Roemenië   |  |
| 9 december 2007  |         |            |  |
| Spanje           | 28 – 26 | Zuid-Korea |  |
| Hongarije        | 34 – 31 | Roemenië   |  |
| Duitsland        | 35 – 32 | Polen      |  |
| 11 december 2007 |         |            |  |
| Zuid-Korea       | 31 – 26 | Hongarije  |  |
| Roemenië         | 32 – 24 | Duitsland  |  |
| Spanje           | 29 – 30 | Polen      |  |

## Kwartfinales (Parijs)
| 13 december 2007 |         |            |  |
| Noorwegen        | 35 – 24 | Zuid-Korea |  |
| Roemenië         | 34 – 31 | Frankrijk  |  |
| Hongarije        | 35 – 36 | Rusland    |  |
| Duitsland        | 36 – 33 | Angola     |  |

## Halve finales (Parijs)
| 15 december 2007 |         |           |  |
| Noorwegen        | 33 – 30 | Duitsland |  |
| Roemenië         | 20 – 30 | Rusland   |  |

## Bronzen finale (Parijs)
| 16 december 2007 |         |          |  |
| Duitsland        | 36 – 35 | Roemenië |  |

## Finale (Parijs)
| 16 december 2007 |         |         |  |
| Noorwegen        | 24 – 29 | Rusland |  |

## Plaatsingswedstrijden

### 23ste/24ste plaats (Plaisir)
| 9 december 2007 |         |          |  |
| Australië       | 14 – 16 | Paraguay |  |

### 21ste/22ste plaats (Plaisir)
| 9 december 2007        |         |       |  |
| Dominicaanse Republiek | 16 – 35 | China |  |

### 19de/20ste plaats (Plaisir)
| 9 december 2007 |         |       |  |
| Argentinië      | 20 – 31 | Japan |  |

### 17de/18de plaats (Beauvais)
| 9 december 2007 |         |                   |  |
| Kazachstan      | 26 – 27 | Congo-Brazzaville |  |

### 15de/16de plaats (Beauvais)
| 9 december 2007 |         |         |  |
| Oostenrijk      | 23 – 30 | Tunesië |  |

### 13de/14de plaats (Beauvais)
| 9 december 2007 |         |          |  |
| Brazilië        | 21 – 24 | Oekraïne |  |

### 11de/12de plaats (Parijs)
| 14 december 2007 |         |       |  |
| Macedonië        | 31 – 33 | Polen |  |

### 9de/10e plaats (Parijs)
| 14 december 2007 |         |        |  |
| Kroatië          | 30 – 25 | Spanje |  |

### 5de/8ste plaats (Parijs)
| 15 december 2007 |         |           |  |
| Zuid-Korea       | 41 – 33 | Angola    |  |
| Frankrijk        | 32 – 27 | Hongarije |  |

### 7de/8ste plaats (Parijs)
| 16 december 2007 |         |           |  |
| Angola           | 37 – 36 | Hongarije |  |

### 5de/6de plaats (Parijs)
| 16 december 2007 |         |           |  |
| Zuid-Korea       | 25 – 26 | Frankrijk |  |

## Eindrangschikking
| Rang   | Team                   |
| ------ | ---------------------- |
| Goud   | Rusland                |
| Zilver | Noorwegen              |
| Brons  | Duitsland              |
| 4      | Roemenië               |
| 5      | Frankrijk              |
| 6      | Zuid-Korea             |
| 7      | Angola                 |
| 8      | Hongarije              |
| 9      | Kroatië                |
| 10     | Spanje                 |
| 11     | Polen                  |
| 12     | Macedonië              |
| 13     | Oekraïne               |
| 14     | Brazilië               |
| 15     | Tunesië                |
| 16     | Oostenrijk             |
| 17     | Congo-Brazzaville      |
| 18     | Kazachstan             |
| 19     | Japan                  |
| 20     | Argentinië             |
| 21     | China                  |
| 22     | Dominicaanse Republiek |
| 23     | Paraguay               |
| 24     | Australië              |

| 2007 Wereldkampioen vrouwen · Rusland · 3e titel Selectie: Inna Souslina, Polina Vjachireva, Irina Poltoratskaja, Oksana Romenskaja, Ljoedmila Postnova, Anna Karejeva, Jekaterina Andrjoesjina, Iana Ouskova, Elena Polenova, Emilia Tourej, Natalia Chipilova, Maria Sidorova, Olga Levina, Nadejda Mouravieva, Elena Dmitrieva en Irina Bliznova. · Bondscoach: Jevgeni Trefilov. |